# Osvaldinho da Cuíca
Osvaldo Barro, conhecido como Osvaldinho da Cuíca, (São Paulo, 12 de fevereiro de 1940) é um cantor, compositor, instrumentista, produtor e pesquisador musical brasileiro.
É considerado um dos grandes representantes do samba paulista. Atuou em diversos programas de rádio, televisão, além de realizar gravações, shows e festivais, onde se apresentou com grandes nomes do samba, da música popular brasileira, e internacionais, tais como Yoko Ono, Living Colour e Rolling Stones.
Foi reconhecido como "Embaixador Nato do Samba Paulista", título concedido pela União das Escolas de Samba Paulistanas (UESP).

## Biografia
Osvaldo Barro nasceu no bairro do Bom Retiro, durante o Carnaval de 1940.
Aos quinze anos participava de cordões carnavalescos e batuques da zona norte de São Paulo, quando surgiram várias escolas de samba.
No ano de 1959, ingressou no Teatro Popular de Solano Trindade. Naquele ano, junto ao grupo de Monsueto Menezes, participou da trilha sonora do filme "Orfeu Negro", vencedor do Festival de Cannes e do Oscar de melhor filme internacional.
Fez parte do grupo folclórico de Luiz Carlos de Barbosa Lessa, participando do espetáculo "A Rainha de Moçambique", encenado no Teatro Municipal de São Paulo em 1961. Este espetáculo foi encenado em diversos estados brasileiros.
No ano de 1962, juntamente com Chevalier e Paula do Salgueiro, apresentou-se como passista em programas de televisão e clubes. Ainda se apresentou na "O Jogral", uma boate famosa da época, de propriedade de Luiz Carlos Paraná.
Em 1967, passou a integrar o conjunto "Demônios da Garoa". Já no ano de 1972, levou o samba-enredo aos estabelecimentos de ensino, o que causou uma enorme polêmica na imprensa nacional, devido à inovação apresentada nos desfiles cívicos daquele ano.
Em 1974, foi eleito o Primeiro "Cidadão Samba de São Paulo", em um certame promovido pela Secretaria Municipal de Turismo. Ainda naquele ano, gravou seu primeiro LP como cantor, que foi produzido por Marcus Pereira. Estava presente em 1974 quando a Gaviões da Fiel tornou-se um bloco de carnaval, sendo seu primeiro cantor oficial.
Em 1975, fundou a Ala de Compositores da Vai-Vai. Três anos depois, foi compositor do samba-enredo "Na Arca de Noel quem entrou não saiu mais", o primeiro carnaval vencido pela agremiação como escola de samba, em 1978. A escola também seria campeã com sambas de sua autoria em 1982 e 1988. Introduziu na bateria da agremiação as alas de frigideira e de cuíca. Em 1976, participou da fundação da Acadêmicos do Tucuruvi.
Produziu os primeiros discos com os sambas de enredo de Guaratinguetá, Santos, São Luís do Maranhão e São Paulo.
Atuou em 1978 no curta-metragem de Thomas Farkas sobre a história da cuíca. Este filme contribuiu para o reconhecimento do seu trabalho como instrumentista, de forma que, a partir dele, passou a ser convidado para viagens ao exterior durante as décadas de 1980 - Japão em 1985, com o maestro Nelson Ayres; Itália, França e Mônaco em 1987 com a Companhia de Franco Fontana; e Estados Unidos com Amilson Godoy e Hermeto Pascoal, em 1989.
Ainda na década de 1980, dirigiu e apresentou o musical "O Canto dos Escravos" com participação de Clementina de Jesus e Geraldo Filme (1984). Apresentou também no Projeto Funarte, em 1985, uma primeira versão da História do Samba Paulista, juntamente com Geraldo Filme, seu parceiro por quarenta anos.
Em 1989, participou da montagem de "Matogrosso" de Gerald Thomas, no Teatro Municipal de São Paulo, e de uma apresentação no Memorial da América Latina com a Orquestra Sinfônica do Estado de São Paulo.
No início da década de 90, participou de uma série de projetos de valorização do samba e da música popular brasileira. Em 1994, o grupo Demônio da Garoa, do qual ainda fazia parte, foi vencedor do Prêmio Sharp de Música, como melhor grupo de samba.
Em 1997, aumentou suas pesquisas a respeito da memória do samba de São Paulo, quando participou do roteiro e filmagens de documentário sobre o sambista Geraldo Filme.
Em 1999, em uma parceria com o CPC-UMES produziu o CD "A História do Samba Paulista - I", escrevendo e dirigindo também o espetáculo teatro-musical de mesmo nome, que foi apresentado no Teatro Denoy de Oliveira, em São Paulo. No mesmo ano, participou como convidado especial do Amsterdã Samba Meeting, na Holanda.
Em 2007, foi comentarista do desfile as campeãs do Carnaval de São Paulo, na TV Bandeirantes.
Em 24 de outubro de 2007 recebeu das mãos do político Chico Macena a Medalha de Anchieta e Diploma de Gratidão da Câmara Municipal de São Paulo.
Em 2009 escreveu com André Domingues o livro Batuqueiros da Paulicéia contando a história do samba em São Paulo.

## Discografia

### LPs
- "Osvaldinho da Cuíca e Grupo Vai-Vai"[8]
- "Preto no Branco" (1999; gravadora Som da Gente)[8]

### Compactos
- "Velhos Amigos" (1982; gravadora Continental)[8]

### CDs
- "A História do Samba Paulista I" (2004; gravadora CPC UMES)[8]
- "Em Referência ao Samba Paulista" (2006; gravadora Gato Negro)
- "Osvaldinho da Cuíca 70 anos" (2016; gravadora independente)
- "O Velho Batuqueiro" (2017; gravadora Miller Produções Artísticas)
- "Movimento Samba São Paulo" (2017; gravadora Miller Produções Artísticas)
- "Sambas Enredo: Histórias de Uma Vida" (2017; gravadora independente)